# Элефтеротипия
«Элефтеротипия» (греч. Ελευθεροτυπία — Свобода печати) — греческая ежедневная газета, печатается в Афинах, одна из наиболее популярных в стране.
Воскресный выпуск газеты называется Кириакатики Элефтеротипия (греч. Κυριακάτικη Ελευθεροτυπία), включает статьи журналистов Le Monde Diplomatique, посвящённые изучению основных международных вопросов.
Каждую среду вместе с газетой выходит приложение — журнал комиксов и карикатур «9», который пользуется бешеной популярностью; еженедельно его покупают около 200 тысяч греков.

## История
Газета публикуется с 1975 года. Первоначально принадлежала журналистам, которые её выпускали, поэтому смело ломала стереотипы современной греческого прессы. В конечном итоге стала собственностью братьев Тегопулос, и сейчас публикуется Танасисосом Тегопулосом, сохраняя свою традиционную социалистическую внутреннюю и международную позиции.
Газета придерживается социал-демократической концепции, однако характеризуется изложением мыслей, более радикальных, чем её главный конкурент «Вима». Газету часто поддерживает Всегреческое социалистическое движение, известное также как ПАСОК, однако газета уже неоднократно подвергала критике действия правительства Георгиоса Папандреу.
В субботнем и воскресном выпуске «Элефтеротипия», как правило, выпускает тематические статьи ведущих журналистов, которые совместно используют обобщающее наименование «Ιος» (переводится с греческого как «вирус»). Рубрика «Ιος» известна своей направленностью и сильно критикует греческий крайних правых, Церковь, армию, полицию и внешнюю политику Соединённых Штатов.

## «Элефтеротипия» и террористические группы
В апреле 1977 года Революционная организация 17 ноября направила воззвание в редакцию «Элефтеротипия» под названием «Ответ партиям и группам» («Απάντηση στα κόμματα και τις οργανώσεις»). В предисловии манифеста террористы заявили, что «Элефтеротипия» выбрана ими, поскольку 1) она первой сообщила о нападениях и б) стала рупором всех левых, даже если не поддерживает их идеологии. Это событие положило начало тенденции, которая продолжалась до 2002 года, когда организацию 17 ноября разоблачили и захватили её вожаков.
Другие греческие левые радикальные и террористические организации, такие как ELA, а также небольшие группы боевиков-анархистов, также направляли свои обращения исключительно «Элефтеротипии», поскольку имели больше шансов опубликовать на её страницах свои требования и взгляды.
Газета стала известной своей политикой публикации прокламаций террористов как есть, без критических замечаний. К 2002 году редакторы газеты воздерживались от осуждения террористических актов, в том числе убийств. В прошлом некоторые журналисты «Элефтеротипия» даже подвергали критике законодательство по борьбе с терроризмом. Часть общества воспринимала это как доказательство поддержки «Элефтеротипия» терроризма.
В ноябре 2005 года Апелляционный суд в Афинах постановил, что издательская компания Tegopoulos Ekdoseis AE, главный редактор газеты Серафим Фентанидис и двое журналистов «Элефтеротипия» виновны в клевете на окружного прокурора Христоса Ламбросу. Они были оштрафованы на 60 000 евро каждый, которые должны быть оплачены господину Ламбросу.